# Haris Hajradinović
Haris Hajradinović (Prilep, 18. veljače 1994.) bosanskohercegovački je nogometaš koji igra na poziciji veznog. Trenutačno igra za Kasımpaşu.